# Крадецът
„Крадецът“ (на френски: Le Voleur) е френски филм от 1967 година, комедия на режисьора Луи Мал и екранизация на едноименния роман от 1897 година на писателя Жорж Дариен.

## Сюжет
Жорж Рандал е аристократ по рождение, който става крадец, след като вуйчо му, който го е осиновил, ограбва неговото наследство. След като си отмъщава по пътя на кражбата, той не губи благородството си, превръщайки се в Робин Худ на своето време ...

## В ролите
| Изпълнител       | Роля                |
| ---------------- | ------------------- |
| Жан-Пол Белмондо | Жорж Рандал         |
| Женевиев Бюжо    | Шарлота             |
| Мари Дюбоа       | Женевиев Делпиел    |
| Жулиан Гийомар   | Алабела Маркел      |
| Пол Льо Персон   | Роже                |
| Франсоаз Фабиан  | Ида                 |
| Мартина Сарсе    | Рене                |
| Марлен Жобер     | Бросали             |
| Шарл Денер       | Артилерист          |
| Пиер Етекс       | Джебчия             |
| Кристиан Люд     | Чичо Урбан          |
| Бернадет Лафон   | Маргарита, момичето |